# Karl Sauerländer
Karl Heinrich Remigius Sauerländer (Aarau, 28 november 1848 - aldaar, 14 mei 1919) was een Zwitsers ondernemer en politicus uit het kanton Aargau.

## Biografie
Karl Sauerländer was de kleinzoon van Heinrich Remigius Sauerländer, de oprichter van de familiale uitgeverij. Hij studeerde in Lausanne, Berlijn en Wenen. Na zijn studies maakte hij een langere reis door de Verenigde Staten. Vanaf 1872 stond hij aan het hoofd van de familie-onderneming Verlag Sauerländer in zijn geboortestad Aarau. Onder zijn leiding werd het bedrijf in 1900 omgevormd tot een commanditaire vennootschap. Hij leidde het bedrijf tot aan zijn dood.
Sauerländer was ook op politiek vlak actief. Hij was immers lid van de Grote Raad van Aargau van 1889 tot 1909.
Daarnaast was medeoprichter van een instelling voor verstandelijk gehandicapte kinderen in het kanton Aargau.
- Gemeinsame Normdatei: 139488812
- Virtual International Authority File: 101222770
- WorldCat: E39PCjvvr4QtY98x8j3w78PVJC